# Tillmitsch
Tillmitsch é um município da Áustria, situado no distrito de Leibnitz, na estado da Estíria. Tem 15,02 km² de área e sua população em 2019 foi estimada em 3.300 habitantes.